# Lipni Dol
Lipni Dol je naselje u slovenskoj Općini Laškom. Lipni Dol se nalazi u pokrajini Štajerskoj i statističkoj regiji Savinjskoj. 

## Stanovništvo
Prema popisu stanovništva iz 2002. godine naselje je imalo 42 stanovnika.